# Thušská Alazani
Thušská Alazani (gruzínsky თუშეთის ალაზანი, Tušetis Alazani), též Gomecarská Alazani (gruzínsky თუშეთის ალაზანი, Gomecris Alazani), je řeka v Gruzii, v historické oblasti Tušetie, okres Achmeta. Je 59 km dlouhá, povodí má rozlohu 825 km². Oblast tvořená údolím řeky se nazývá Gomecari. 

## Průběh toku
Vzniká na východním svahu hřebene Acunta, který spojuje hory Didi Borbalo na Hlavním kavkazském hřebenu a Tebulosmta na Bočním kavkazském hřbetu. Od soutoku s Pirikiti Alazani pokračuje jako Andijské Kojsu.
Levé přítoky (po proudu):
- Covata (gruzínsky წოვათისწყალი, Covatisckali)
- Pirikitská Alazani (gruzínsky პირიქითი ალაზანი, Pirikiti Alazani)

Pravé přítoky:
- Orckali
- Čančachovanská Alazani (gruzínsky ჭანჭახოვანისწყალი, Čančachovanisckali), též zvaná Chiská Alazani (gruzínsky ხისოს ალაზანი, Chisos Alazani)

## Vodní stav
Zdrojem vody je tající sníh, ledovec, srážky a spodní voda.